# EPD Tour 2011
De EPD Tour van 2011 begint in januari in Turkije en eindigt in oktober in Duitsland. Het schema bestaat uit twintig toernooien.
Het prijzengeld is bij alle toernooien € 30.000 waarvan de winnaar € 5000 krijgt, tenzij de winnaar een amateur is, zoals bij de Schloss Moyland Golfresort Classic op 25 mei. Dan gaat het prijzengeld naar de beste professional. Alleen het prijzengeld van het laatste toernooi, het Tour Championship, is € 45.000, waarvan de winnaar € 7.000 krijgt.
In 2011 won Reinier Saxton de Order of Merit, hij won de Al Maaden Classic, het Auto Hall Open en de Haus Bey Classic. Wouter de Vries eindigde op de 17de plaats, Tristan Bierenbroodspot werd 52ste, Floris de Haas 53ste en Sven Maurits 61ste. Voor de top-5 betaalt de EPD Tour de onkosten om naar de Tourschool van de Europese Tour te gaan.
| Van         | Tot         | Toernooi                           | Baan                                     | Winnaar                   | Score | Score |
| ----------- | ----------- | ---------------------------------- | ---------------------------------------- | ------------------------- | ----- | ----- |
| 23 januari  | 25 januari  | Tat Golf Classic 2011              | Tat International Golfclub Belek         | Christoph Günther         | 206   | -10   |
| 28 januari  | 30 januari  | Sueno Dunes Classic                | Sueno Dunes, Belek                       | Sebastian Bühl            | 210   | -7    |
| 1 februari  | 3 februari  | Sueno Pines Classic                | Sueno Pines, Belek                       | Maximilian Glauert        | 213   | -3    |
| 16 februari | 18 februari | Cimar Open Samanah                 | Samanah Country Club Marrakesh           | Nino Bertasio             | 209   | -7    |
| 22 februari | 24 februari | Al Maaden Classic                  | Almaaden Golf Resorts Marrakesh          | Reinier Saxton            | 203   | -13   |
| 27 februari | 1 maart     | Amelkis Classic                    | Amekis Golf Club, Marrakesh              | Guillaume Watremez        | 203   | -13   |
| 7 april     | 9 april     | Tikida Open                        | Golf du Soleil Agadir, Agadir            | Gavin Dear                | 205   | -5    |
| 13 april    | 15 april    | Auto Hall Open                     | Golf de l´Ocean, Agadir                  | Reinier Saxton            | 204   | -9    |
| 20 april    | 22 april    | Open Mogador                       | Golf de Mogador, Essaouira               | Alexander Knappe          | 206   | -10   |
| 16 mei      | 18 mei      | Haugschlag NÖ Open                 | Golfresort Haugschlag, Oostenrijk        | Allen John po             | 202   | -14   |
| 23 mei      | 25 mei      | Schloss Moyland Golfresort Classic | Schloss Moyland Golfresort               | Sebastian Heisele po (AM) | 211   | -2    |
| 8 juni      | 10 juni     | Land Fleesensee Classic            | Golf & Country Club Fleesensee           | Ben Parker                | 204   | -12   |
| 28 juni     | 30 juni     | Haus Bey Classic                   | Golfclub Haus Bey                        | Reinier Saxton            | 205   | -8    |
| 3 juli      | 5 juli      | Coburg Brose Open                  | Golf Club Coburg, Coburg                 | Sebastian Buhl            | 204   | -12   |
| 26 juli     | 28 juli     | Gut Thailing Classic               | Golfbaan Gut Thailing                    | Daniel Wünsche            | 204   | -12   |
| 1 augustus  | 3 augustus  | Bad Waldsee Classic                | Golf & Vitalpark Bad Waldsee Bad Waldsee | Ben Parker                | 201   | -15   |
| 16 augustus | 18 augustus | Pfaffing Golf Classic              | Golfbaan Pfaffing , Pfaffing             | Maximilian Glauert        | 201   | -15   |
| 22 augustus | 24 augustus | G&CC Christnach Classic            | Golf Club Christnach, Christnach         | Dennis Küpper             | 195   | -15   |
| 4 september | 6 september | Preis der Hardenberg GolfResort    | Golf Club Hardenberg Göttingen           | Dennis Küpper             | 204   | -6    |
| 1 oktober   | 3 oktober   | Fulda EPD Tour Championship        | Golfclub Hofgut Praforst Fulda           | Darren Wright             | 202   | -14   |

po Amateur Sebastian Heisele won de play-off maar het prijzengeld ging naar Christoph Gunther, aangezien die pro was.